# سيانتيو
سيانتيو (بالسويدية: Sjundeå)‏ هي بلدية تقع في فنلندا حيث تقع في مقاطعة فنلندا الجنوبية، وهي جزء من منطقة أوسيما. يبلغ عدد سكانها 6197 فردا حسب الاحصائية التي جرت في (30 نوفمبر 2014)، وتغطي مساحة قدرها 266.12 كيلومتر مربع (102.75 ميل مربع) منها 24.96 كيلومتر (9.64 ميل مربع) هي نسبة ماء. وتبلغ كثافة سكانية للبلدة 25.7 نسمة لكل كيلومتر مربع . تعتبر البلدية هي ثنائية اللغة تعددية لغوية حيث الأغلبية يتحدثون لغة فنلندية والبقية يتحدثون سويدية فنلندا أي اللغة السويدية.

## السياسة
نتائج الانتخابات البرلمانية الفنلندية 2011 في سيانتيو:
- حزب الائتلاف الوطني 25.0%
- حزب الشعب السويدي 21.5%
- الحزب الديمقراطي الاجتماعي (فنلندا) 16.6%
- صحيح الفنلنديين 16.2%
- الدوري الأخضر 10.2%
- حزب الوسط (فنلندا) 4.3%
- تحالف اليسار (فنلندا) 3.5%
- الحزب الديمقراطي المسيحي (فنلندا) 1.7%

## أعلام
- كارل أوغست فاغرهولم

## وصلات خارجية
- Municipality of Siuntio – Official website (بالفنلندية) (بالسويدية)